# Gradi della polizia locale del Lazio
Tabella riassuntiva dei gradi della polizia locale del Lazio. I gradi sono rappresentati apposti sulle controspalline della divisa ordinaria invernale. Il colore della divisa è il Blu notte (colore). I distintivi di grado sono regolati dalla L.R. 1/2005 e dalla Delibera G.R. del 29 dicembre 2015, n. 766
| dirigente generale di polizia locale | dirigente superiore di polizia locale | primo dirigente di polizia locale |

| Commissario coordinatore di polizia locale | Commissario capo di polizia locale | Commissario di polizia locale | Vice commissario di polizia locale | Vice commissario aggiunto di polizia locale |

| Ispettore superiore scelto di polizia locale | Ispettore superiore di polizia locale | Ispettore Capo di polizia locale | Ispettore di polizia locale | Vice ispettore di polizia locale |

| Assistente capo di polizia locale | Assistente di polizia locale | Agente di polizia locale |